# Cyamodontidae
De Cyamodontidae zijn een familie van uitgestorven reptielen, behorende tot de orde der Placodontia. De familie telt één geslacht (Cyamodus) en vijf soorten.
Protenodontosaurus vormt waarschijnlijk de missing link tussen de nauw verwante Placochelyidae en de Cyamodontidae.